# Luz-Saint-Sauveur
Luz-Saint-Sauveur (in occitano Lus e Sent Sauvaire) è un comune francese di 1 045 abitanti, situato nel dipartimento degli Alti Pirenei, nella regione dell'Occitania.
A lungo chiamata semplicemente Luz, la cittadina ha preso il suo nome attuale di Luz-Saint-Sauveur il 9 aprile 1962; include le frazioni di Astès e di Villenave, i suoi abitanti sono nominati luzéens, in italiano luceani.
Si trova ai piedi del Colle del Tourmalet.
"Affascinante vecchia città  (...) deliziosamente situata in una valle profonda triangolare. Tre grandi raggi v'entrano il giorno dalle tre feritoie delle tre montagne. Quando i micheletti ed i contrabbandieri spagnoli arrivavano dall'Aragona attraverso la Breccia di Orlando, tutto d'un colpo percepivano alla fine della gola scura un grande chiarore, come la porta di una cantina per chi v'è dentro. Si affrettavano e trovavano un grosso borgo, illuminato da sole e vivo. Questo borgo, essi l'hanno nominato Luce, Luz, Victor Hugo".

## Geografia fisica
È un comune situato nei Pirenei sul Gave di Gavarnia, un altro nome del Gave di Pau, e sul Gave di Bastan, i quali attraversano Luz e si ricongiungono a nord-ovest del paese, che è stato costruito sul cono di deiezioni moreniche del torrente dell'Yse, che confluisce nel Bastan a livello del villaggio.
Il torrente Bugarret, affluente di destra del Gave di Gavarnia, ha la sua sorgente nella cittadina di Luz.
In ogni momento, la storia del paese e dei villaggi circostanti, è stata segnata da alluvioni distruttive, ma per fortuna senza perdita di vite umane, che grazie alle opere successive intraprese a monte, con la realizzazione di una diga sulla riva sinistra del Bastan, decisa nel 1905, ed altri sbarramenti, sono oggi felicemente controllate dall'uomo:
- 2 luglio 1678: piogge torrenziali fanno gonfiare il Bastan in proporzioni tali che esonda dal suo letto e devasta le rive fino a Luz;
- settembre 1751: una grande piena asporta letteralmente il Ponte di Pescadère, costruito nel 1736;
- 4 giugno 1762: una piena del Bastan provocata dallo straripamento del lago d’Oncet, causata da valanghe che rompono lo spesso strato di ghiaccio che lo ricopriva, allaga Luz;
- 20 e 21 giugno 1765;
- 18 dicembre 1765;
- 1788: una diga naturale ad Héas cede sotto la pressione delle acque, e l'enorme onda, formata dai flutti del lago, scende su Luz; il ponte di Saint-Sauveur è portato via dalla corrente, molti danni sono constatati nelle proprietà lungo le rive del fiume, e la maggior parte dei ponti a valle sono gravemente danneggiati;
- luglio 1897: due giorni di pioggia continua sulle nevi ancora presenti sulle alture, causano il rapido scioglimento della neve, da cui segue una piena eccezionale, con il torrente Bastan che fa rotolare enormi massi di pietra nel suo alveo. La strada Barèges-Luz è spazzata via per diversi chilometri, così come viene travolta la condotta d'acqua delle terme di Barzun, che alimentava il nuovo stabilimento termale nel centro di Luz, il quale non sarà mai più utilizzato e verrà presto distrutto;
- ottobre 1937: una grande piena di 30 metri cubi d'acqua al secondo del Bastan, causata da forti nevicate fuori stagione, sulla cui neve fresca, che si scioglie rapidamente per la temperatura addolcita da un vento da sud, particolarmente sahariano, con la conseguenza che un'enorme quantità di acqua si abbatte nel fiume, ed il Gave di Gavarnia esonda inevitabilmente e provoca gravi danni alla centrale elettrica di Luz.

## Terremoti
Tutta la vallata di Luz, e più in generale l'insieme dei Pirenei, si trova in una zona altamente sensibile ai terremoti, il più terribile (intensità MSK = VIII-IX) dei quali è stato sentito il 21 giugno 1660, in una zona compresa tra Saint-Savin, Bagnères-de-Bigorre e Luz, ed è stato causa di gravi danni nella regione, con una dozzina di vittime ed una serie di cambiamenti naturali, oltre al caos, con la creazione di nuovi laghi in montagna, così forte che fu percepito entro un raggio di oltre 400 chilometri, fino in Vandea, dove venne avvertito anche da Luigi XIV e Maria Teresa d'Austria, la cui unione in matrimonio era stata appena celebrata, e sono stati perciò testimoni storici dell'evento tellurico.
Più volte all'anno, si fanno sentire lievi terremoti, il cui epicentro è più lontano: la loro intensità è generalmente compresa tra 2 e 2,5 gradi della scala Richter, con alcune scosse sismiche, tuttavia più rare, che si avvicinano al 5º grado di magnitudine.
Così, un terremoto di magnitudo 4.9, il cui epicentro era molto vicino a Luz (latitudine 43 ° 02'10 N, longitudine 0 ° 1'30 E) si è verificato il 17 novembre 2006 alle ore 19:19 (18:19 TU), senza causare danni al paese.
Un altro terremoto è stato registrato il 1º aprile 2010, con una magnitudo di 4,3 gradi della scala Richter e l'epicentro a sud est di Tarbes (latitudine 43,01 N e longitudine 0,31 E).

## Società

### Evoluzione demografica
Abitanti censiti

## Amministrazione

### Gemellaggi
- Höchberg, dal 1977
- Bastia Umbra, dal 1998